# French Connection (álbum)
French Connection es un disco recopilatorio con algunas de las canciones en francés de la cantante belga Kate Ryan, cuya salida se produjo el 13 de octubre de 2009 en Bélgica, el 23 de octubre en Canadá y el 30 de octubre en Polonia. Sus dos primeros sencillos son Babacar y Évidemment. 

## Lista de canciones
| N.º | Título                                                   | Productor                    | Duración |  |
| 1.  | «Ella, elle l'a»                                         | Niclas Kings Niklas Bergwall | 3:07     |  |
| 2.  | «Babacar (versión de Kate Ryan)»                         | Niclas Kings Niklas Bergwall | 3:13     |  |
| 3.  | «Désenchantée (versión de Kate Ryan)» (Original version) | AJ Duncan Phil Wilde         | 3:38     |  |
| 4.  | «Libertine» (Original version)                           | AJ Duncan Phil Wilde         | 3:13     |  |
| 5.  | «Évidemment»                                             | Yves Gaillard                | 3:10     |  |
| 6.  | «Mon cœur résiste encore» (2009 version*)                | Niclas Kings Niklas Bergwall | 4:10     |  |
| 7.  | «La promesse»                                            | AJ Duncan Phil Wilde         | 3:27     |  |
| 8.  | «Tes Yeux»                                               | Niclas Kings Niklas Bergwall | 3:48     |  |
| 9.  | «Toute première fois»                                    | Niclas Kings Niklas Bergwall | 4:09     |  |
| 10. | «Les Divas du dancing»                                   | Niclas Kings Niklas Bergwall | 3:26     |  |
| 11. | «Sage comme une image»                                   | Niclas Kings Niklas Bergwall | 3:05     |  |
| 12. | «Caminaré / Je m'en irai» (dúo con Soraya Arnelas)       | Toni Ten Xasqui Ten Ivan Ten | 3:30     |  |
| 13. | «Voyage, voyage (versión de Kate Ryan)»                  | Niclas Kings Niklas Bergwall | 3:09     |  |
| 14. | «Désenchantée» (2009 version)                            | Danny Corten Mark Carpentier | 4:09     |  |
| 15. | «Libertine» (2009 version)                               | Niclas Kings Niklas Bergwall | 3:05     |  |
| 16. | «Évidemment» (2N Remix)                                  | Niclas Kings Niklas Bergwall | 3:18     |  |